# Пјанела
Пјанела (итал. Pianella) је насеље у Италији у округу Пескара, региону Абруцо.
Према процени из 2011. у насељу је живело 2946 становника. Насеље се налази на надморској висини од 197 м.

## Становништво
Према резултатима пописа становништва 2011. у општини је живело 8.437 становника.
| 1931. | 1936. | 1951. | 1961. | 1971. | 1981. | 1991. | 2001. | 2011. |
| ----- | ----- | ----- | ----- | ----- | ----- | ----- | ----- | ----- |
| 7.672 | 8.234 | 8.547 | 7.570 | 6.523 | 6.704 | 7.117 | 7.511 | 8.437 |

## Партнерски градови
- Donnas